# 森川浩平
森川 浩平（もりかわ こうへい、1968年9月21日 - ）は、元NHKアナウンサー、元警察庁警部。

## 来歴・人物
小学校入学前から東京に居住。私立開成高校、東京大学経済学部卒業。
1992年、警察庁に入庁、千葉県警察、警察庁交通局勤務を経て、1994年9月末辞職。
1995年、アナウンサーとしてNHKに入局。
沖縄→東京と勤務し、沖縄では、夕方のニュース番組のキャスターを務めたほか、経済振興や音楽・文化の取材に取り組み、討論番組を企画・司会。東京では、首都圏リポーターを務め、1999年末退職。
2008年、清泉女子大学大学院修士課程（男女共学）修了。